# Montjoie-Saint-Martin
Montjoie-Saint-Martin település Franciaországban, Manche megyében. Lakosainak száma 250 fő (2022. január 1.). Montjoie-Saint-Martin Saint-Aubin-de-Terregatte, Le Ferré, Saint-Georges-de-Reintembault, Saint-Senier-de-Beuvron és Saint-James községekkel határos.

## Népesség
A település népességének változása:
| Lakosok száma | 322  | 285  | 268  | 270  | 260  | 252  | 243  | 234  | 239  | 250  |
|               | 1968 | 1982 | 1990 | 2006 | 2013 | 2015 | 2017 | 2019 | 2020 | 2022 |